# ماركوس كروكر
ماركوس كروكر (بالإنجليزية: Marcus Crocker)‏ هو لاعب كرة قدم بريطاني، ولد في 8 أكتوبر 1974 في بليموث في المملكة المتحدة. لعب مع نادي بليموث أرجايل.

## وصلات خارجية
- ماركوس كروكر على موقع Soccerbase.com (لاعب) (الإنجليزية)